# Морателли, Даниэль
Даниэ́ль Морателли́ (фр. Daniel Moratelli; род. 17 сентября 1961, Жювизи-сюр-Орж) — французский кёрлингист.
В составе мужской команды Франции участник двух чемпионатов мира (лучший результат — девятое место в 1991) и двух чемпионатов Европы (оба раза — пятое место); также участник зимних Олимпийских игр 1992 года, где кёрлинг был демонстрационным видом спорта (мужская команда Франции заняла шестое место).
Играл в основном на позиции второго.

## Команды
| Сезон   | Четвёртый         | Третий         | Второй            | Первый            | Запасной                             | Турниры                   |
| ------- | ----------------- | -------------- | ----------------- | ----------------- | ------------------------------------ | ------------------------- |
| 1990—91 | Доминик Дюпон-Рок | Клод Фейж      | Тьерри Мерсье     | Патрик Филипп     | Даниэль Морателли                    | ЧМ 1991 (9 место)         |
| 1991—92 | Доминик Дюпон-Рок | Клод Фейж      | Патрик Филипп     | Даниэль Морателли | Тьерри Мерсье                        | ЧЕ 1991 (5 место)         |
| 1991—92 | Доминик Дюпон-Рок | Клод Фейж      | Патрик Филипп     | Тьерри Мерсье     | Даниэль Морателли                    | ЗОИ 1992 (демо) (6 место) |
| 1992—93 | Клод Фейж         | Жан Анри Дюкро | Даниэль Морателли | Жоэль Индерган    | тренер: Тьерри Мерсье                | ЧЕ 1992 (5 место)         |
| 1992—93 | Клод Фейж         | Жан Анри Дюкро | Даниэль Морателли | Лоран Фленги      | Жоэль Индерган тренер: Тьерри Мерсье | ЧМ 1993 (10 место)        |

(скипы выделены полужирным шрифтом)